# Rivière Jacques-Cartier
Der Fluss Rivière Jacques-Cartier (englisch Jacques-Cartier River) ist ein linker Nebenfluss des Sankt-Lorenz-Strom in der kanadischen Provinz Québec.

## Flusslauf
Er hat eine Länge von 161 km. Sein Ursprung liegt in dem See Lac Jacques-Cartier im Réserve faunique des Laurentides.
Von dort fließt er überwiegend in südlicher Richtung, bevor er bei Donnacona, etwa 30 km westlich von der Stadt Québec, auf den Sankt-Lorenz-Strom trifft.
Der Fluss wurde für den Status eines Canadian Heritage River nominiert.

## Geographie
Der Fluss entwässert ein Gebiet von 2515 km².
Er durchfließt fast 160 km die Laurentinischen Berge in der geologischen Region von Grenville, eine der jüngsten Abschnitte des Kanadischen Schilds, welcher vor 995 Millionen Jahren gebildet wurde. Anschließend fließt er durch die Sedimentgesteine des Sankt-Lorenz-Tieflands für weitere 17 km, ab der Gemeinde Pont-Rouge bis zu seiner Mündung.
Das Einzugsgebiet umfasst zum größten Teil unentwickelte oder geschützte Landschaften, insbesondere an seinem Oberlauf.
Tatsächlich liegen 77 Prozent seiner Flusslänge im Réserve faunique des Laurentides sowie dem Parc national de la Jacques-Cartier, in welchem sich ein steiles durch Gletscher geformtes Tal befindet, das während der letzten Eiszeit gebildet wurde.
An seinem Unterlauf leben 25000 Menschen, wo er Portneuf (regionale Grafschaftsgemeinde) sowie die Gemeinden von Tewkesbury, Saint-Gabriel-de-Valcartier, Shannon, Sainte-Catherine-de-la-Jacques-Cartier, Pont-Rouge und Donnacona durchfließt.
Wichtige Zuflüsse sind:
- Rivière aux Pommes („Apple River“)
- Rivière Sautauriski
- Rivière Ontaritzi
- Rivière à l'Épaule („Shoulder River“)
- Rivière Cachée („Hidden River“)
- Rivière Launière